# Прапор Олдерні

Прапор Олдерні

Прапор уряду Олдерні

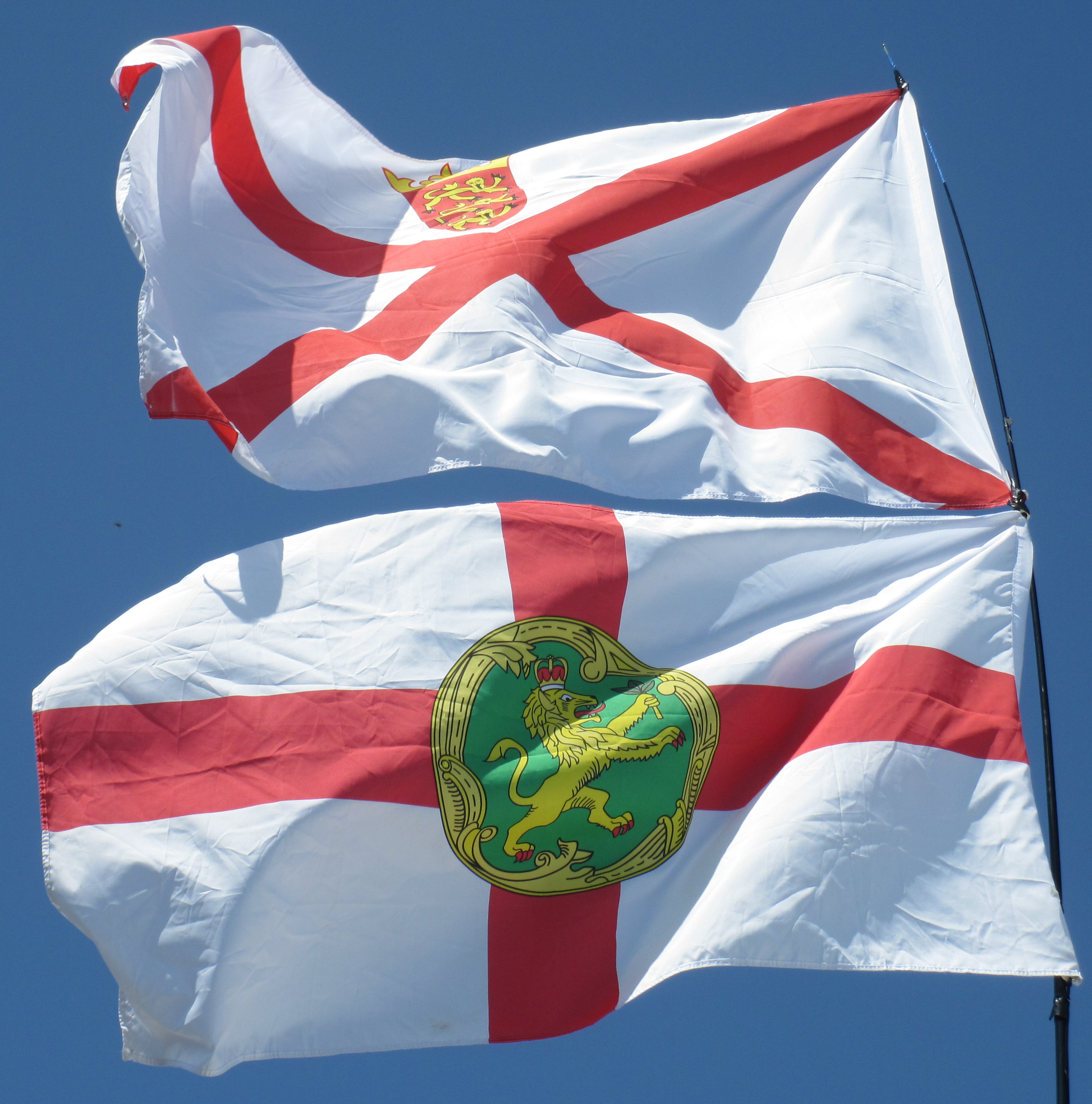
Прапор Джерсі та Прапор Олдерні

Прапор Олдерні було встановлено 20 грудня 1993 року. Прапор складається з хреста Святого Георгія з гербом Олдерні в центрі та лева, який тримає гілку на зеленому тлі із золотою облямівкою. Олдерні — частина коронного володіння Британської корони Гернсі, однак, має свій прапор та герб.

## Зовнішні посилання
- Alderney Flag. The Flag Institute.